# Stratigrafia (radiologia)

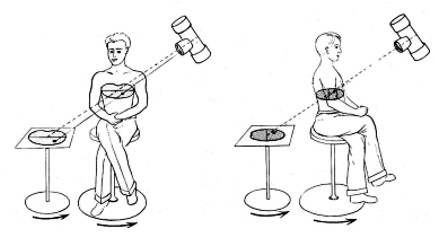
Schema del funzionamento dello Stratigrafo assiale di Vallebona

La stratigrafia o tomografia (dal greco tómos, nel senso di "strato") è una tecnica radiografica inventata negli anni trenta dal radiologo italiano Alessandro Vallebona.
A differenza della radiografia convenzionale la stratigrafia permette di documentare iconograficamente solo lo strato desiderato eliminando, sulla base di principi di geometria proiettiva, le strutture circostanti confondenti.
La tecnica consiste nel movimento sincrono e opposto di tubo radiogeno e pellicola impressionabile. Tale movimento, con fulcro sul piano iconograficamente significativo, permette la cancellazione delle strutture che si trovano al di fuori del centro di rotazione (o "di simmetria") del movimento stesso.
L'apparecchio più comune è a pendolazione lineare. La costruzione di questo è relativamente semplice. Tale forma è però poco adatta allo studio di strutture fini e complicate come può essere l'orecchio interno, mentre è stata utile soprattutto nello studio di torace, mediastino, laringe e scheletro.
Tale metodica determina tuttavia alcuni artefatti di trasporto nella direzione del movimento di pendolazione detti "ombre parassite", maggiori in caso di strutture complesse. Per superare brillantemente questo problema la stratigrafia si può giovare di apparecchi che realizzano movimenti più complessi (stratigrafia circolare, spiroidale, ipocicloidale).

Rimane comunque indubbia la non trascurabile irradiazione del paziente dovuta ai tempi diagnostici e alla necessità di elevate dosi di radiazione.
Negli anni '70-'80 la stratigrafia è stata rivoluzionata dall'utilizzo delle tecniche informatiche e quindi si è naturalmente evoluta nella tomografia computerizzata.